# Stadium Metropolitano de Madrid
Pour les articles homonymes, voir Estadio Metropolitano et Stadium métropolitain.
Le Stadium Metropolitano de Madrid ou Estadio Metropolitano de Madrid se situait dans la ville de Madrid, Espagne.
Il a accueilli les rencontres du Club Atlético de Madrid jusqu'en 1966, lorsque fut inauguré le Stade Vicente Calderón.

## Histoire
Le Stadium Metropolitano était un stade de football, construit au début des années 1920 et inauguré le 13 mai 1923, durant le mandat de Julián Ruete (es) président de l'Atlético de Madrid, premier club résident. D'autres club de la capitale ont partagé les lieux tels que la Real Sociedad Gimnástica (es) ou le Racing Club de Madrid.
Sa construction a fait partie de l'ensemble urbain Colonia del Metropolitano, dont le promoteur était la división inmobiliaria connue aujourd'hui comme le Métro de Madrid, qui lui a donné son nom. Il se situait près de la rue Reina Victoria, dans un lieu qui aujourd'hui est devenu la place de la Ciudad de Viena, entre les rues Beatriz de Bobadilla, Santiago Rusiñol et le Paseo de Juan XXIII.
Pendant la Guerre d'Espagne le stade fut sérieusement endommagé, tout comme le reste du quartier dans lequel il se trouvait, lors de la Bataille de la Cité universitaire de Madrid toute proche. Après la guerre, l'armée de l'air espagnole acquis les terrains du Metropolitano alors que les clubs Aviación Nacional (es) et Athletic Club de Madrid venaient de fusionner pour former l'Athletic-Aviación Club. L'armée céda ensuite les terrains au Patronato de Huérfanos (patronage des orphelins) et en 1942 elle lança la reconstruction du stade avec l'aide d'Infraestructura Aérea, et la confia à l'architecte Javier Barroso (es) (il fut aussi avant-centre, milieu de terrain et gardien de la première équipe de l'Atlético Madrid dans les années 1920, et plus tard devint président du club de 1955 à 1964). Dès lors, le club versa un beau loyer au Patronato de Huérfanos.
Le 21 février 1943, sous la présidence de Juan Touzón (es), l'Atlético retourna dans son ancien stade, événement qui fut inauguré lors d'un match contre le Real Madrid qui se termina sur le score de 2 à 1 en faveur de l'Atlético. Le premier but de l'Atlético fut marqué par Mariano Uceda Valdelvira à la 35e minute. Le match fut arbitré par le catalan Agustín Vilalta Bars.
Au cours de cette même année, le Metropolitano accueilli la finale de la Coupe d'Espagne de football (dénommée alors Copa del Generalísimo). Elle se joua le 20 juin et vu la victoire de l'Athletic de Bilbao face au Real Madrid un but à zéro.
En 1946, le club argentin Club Atlético San Lorenzo de Almagro, débuta sa mythique tournée espagnole. dans un Stadium Metropolitano plein à craquer. Sa victoire 1 à 4, reflétait alors la différence de niveau qui existait entre le football argentin et le football espagnol.
Le 19 octobre 1949, eu lieu la finale de la Coupe Eva Duarte qui vu la victoire du Valence CF face au FC Barcelone par 7 buts à 4.
Le 15 avril 1950, l'Atlético racheta le stade à la Sociedad Stadium, des frères Otamendi.
En 1954 le Metropolitano fut ré-inauguré après une extension portant le nombre de places à 50 000.
En 1966 l'Atlético finalisa son déménagement vers son nouveau Stade Vicente Calderón au bord du fleuve Manzanares et le Metropolitano fut démoli pour laisser place à des logements et des bureaux.

## Matchs internationaux
La sélection espagnole disputa un total de 3 matchs (tous amicaux) dans le Metropolitano:
| Date       | Équipe  | Rés. | Équipe     | Rés. |
| ---------- | ------- | ---- | ---------- | ---- |
| 10/05/1929 | Espagne | 4    | Angleterre | 3    |
| 19/01/1936 | Espagne | 4    | Autriche   | 5    |
| 23/06/1946 | Espagne | 0    | Irlande    | 1    |